# My Greatest Adventure
My Greatest Adventure, także Doom Patrol – amerykański komiks wydawany przez DC Comics od 1955 do 1973. Jest najbardziej znany przez wprowadzenie zespołu Doom Patrol.

## Historia publikacji
Tytuł pierwotnie zawierał serię antologii z przygodami opowiadanymi w pierwszej osobie. Z czasem zmieniły się w historie science-fiction. W numerze 80 z czerwca 1963 format My Greatest Adventure został zmieniony i zastąpiony historiami o Doom Patrolu. Numer 85 był ostatnim, który nosił ten tytuł. W kolejnym komiks został przemianowany na Doom Patrol.
Wydania nr 80-85 zostały przedrukowane w ramach The Doom Patrol Archives, t. 1 (2002, ISBN 1-56389-795-4).

## Współtwórcy

### Pisarze
- Arnold Drake
- Bob Haney

### Rysownicy
- Mort Meskin
- Jim Mooney
- Ruben Moreira
- Bruno Premiani
- John Prentice
- Alex Toth